# René Merle
 (juillet 2023).
Si vous disposez d'ouvrages ou d'articles de référence ou si vous connaissez des sites web de qualité traitant du thème abordé ici, merci de compléter l'article en donnant les références utiles à sa vérifiabilité et en les liant à la section « Notes et références ».
Pour les articles homonymes, voir René Merle (homonymie).
René Merle est un occitaniste et écrivain français.

## Biographie
Agrégé d’histoire, René Merle a publié de nombreuses études sur l'histoire du grand Sud-Est aux XIXe et XXe siècle.
Il est historien des usages linguistiques en domaine occitan et francoprovençal.

## Publications
- “Culture occitane : per avançar”, Éditions sociales, 1977
- Inventaire du texte provençal de la région toulonnaise, GRAICHS, 1986
- Une mort qui n’en finit pas, l’écriture de l’idiome natal, des Lumières à la naissance du Félibrige, (sud-est français et Italie de langue d’oc, zone francoprovençale de France et de Suisse), Nîmes, M.A.R.P.O.C, 1990
- L’écriture du provençal de 1775 à 1840, inventaire du texte occitan, publié ou manuscrit, dans la zone culturelle provençale et ses franges, Béziers, C.I.D.O. 1990,
- Texte intégral et corrigé de la thèse soutenue en 1987
- Une Naissance suspendue. L’écriture des “patois” : Genève, Fribourg, Pays-de-Vaud, Savoie, de la pré-Révolution au Romantisme, S.E.H.T.D, 1991
- Les Varois, la presse varoise et le provençal, 1859-1910, S.E.H.T.D, 1996
- Visions de « l’idiome natal » à travers l’enquête impériale sur les patois (1807-1812), (langue d’Oc, catalan, francoprovençal – France, Italie, Suisse), Canet, Trabucaire, 2010.
- L'insurrection varoise de 1851 contre le coup d'état de Louis Napoléon Bonaparte, Éditions Gaussen, 2013.

Avec “Le texte occitan et francoprovençal du grand Sud-Est (Provence, Bas-Languedoc oriental, Avignon et Comtat, Comté de Nice, Dauphiné, Forez, Lyonnais, Savoie, Suisse Romande ...”, il a participé à l’ouvrage collectif  "Le texte occitan de la période révolutionnaire", Montpellier, Association Internationale des Études Occitanes, 1989, p. 250–400.
Il est également l’auteur de plusieurs nouvelles noires et de cinq romans noirs 
- Treize reste raide, Série Noire, Gallimard, 1997, 1998
- Opération Barberousse, L’Écailler du Sud, 2001
- Le couteau sur la langue, Éditions Jigal, 2001
- Le nombril du Monde, Te pito o te Henua, L’Ecailler, 2004
- C’est quoi la philo ? L’Écailler , 2006

et d’un roman noir historique,
Gentil n’a qu’un œil, Éditions de la Courtine, 2003. 
Il a également participé à des recueils noirs collectifs, notamment “Virtual perfection”, in Treize rue Gachimpega, Nice, Éditions du Ricochet, 1998 - “La Belle de Mai”, dans l’ouvrage collectif Marseille, du noir dans le jaune, Paris, Autrement, 2001. (Il Mistral non ha ombra, Mesogea, Messina, 2011)